# Hikikomori

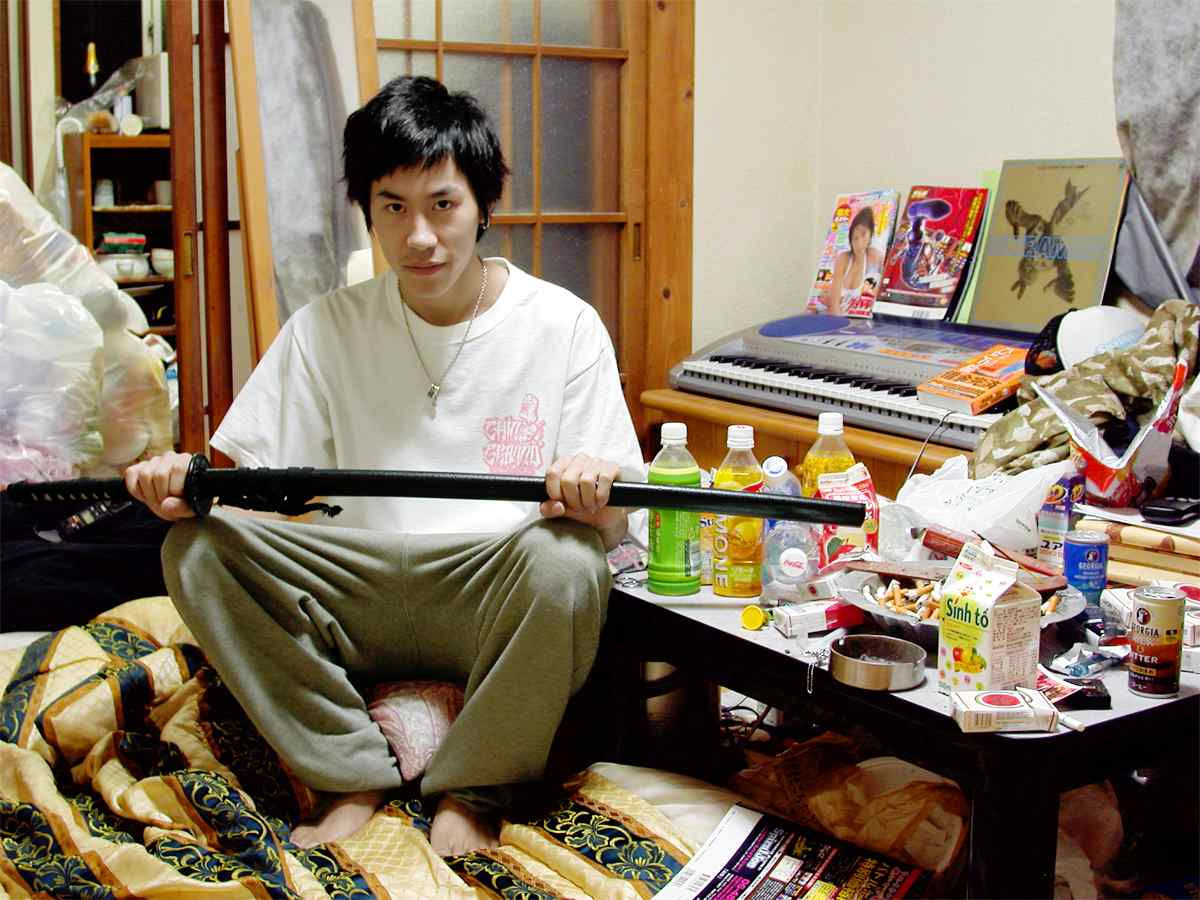
Hikikomori

Hikikomori (japonsky ひきこもり nebo 引き籠もり, doslova „odtrhnutí se“) je japonský termín označující jedince, kteří se z různých důvodů vyhýbají lidské společnosti. Podle průzkumu japonského vládního úřadu z roku 2010 se počet hikikomori pohybuje okolo 700 tisíc. Velký nárůst počet hikikomori zaznamenal během pandemie covidu-19.  Dle úřední definice je hikikomori člověk, který se ve svém domově (často jen pokoji v domě svých rodičů) izoluje od lidské společnosti na dobu delší než šest měsíců.
Trvání odloučení se ale samozřejmě různí případ od případu, může trvat i roky, ve vzácných případech i desetiletí. Hikikomori nevychází z bytu či pokoje, mají málo či vůbec žádné přátele, dlouhou dobu spí (většinou ale ve dne, zatímco aktivní jsou v noci), mimoto se věnují nespolečenským aktivitám (sledování televize, počítačové hry, čtení). Jedná se často o reakci jedince na jeho neschopnost být úspěšný v japonské společnosti, která na něho klade velmi vysoké nároky a která si cení workoholismu.
Autorem termínu a také předním expertem na tento fenomén je japonský psycholog Tamaki Saitó (斎藤 環 Saitó Tamaki, *24. září 1961 Kitakami), dle jehož odhadu je hikikomori v Japonsku asi jeden milion a tvoří tak asi jedno procento japonské populace. Fenomén se samozřejmě nevyskytuje jen v Japonsku, tam je ale nejlépe vědecky popsán, velmi se také odráží v japonské kultuře (romány, anime, manga), třeba NHK ni jókoso! od Jošitoši Abeho (安倍 吉俊).